# FV Baden-Oos
Der FV Baden-Oos 1910 e. V., kurz FV Baden-Oos, ist ein Fußballverein aus Oos, einem Stadtteil von Baden-Baden.

## Mannschaften
In der Saison 2016/17 nahm der FV mit zwei Herren-, einer Frauen und einer breiten Anzahl von Jugendmannschaften am Spielbetrieb teil. Die erste Herrenmannschaft gewann dabei die Meisterschaft in der neuntklassigen Kreisliga Baden-Baden Süd. Zu den historischen Erfolgen gehören das Erreichen des Finales des Südbadischen Verbandspokales 1968, das gegen den FC Singen mit 0:10 verloren ging. Der FV war in der DFB-Pokalsaison 1974/75 einer der vier Amateurvertreter des Südbadischen Fußballverbandes, schied aber bereits in der 1. Hauptrunde gegen den damaligen Nord-Oberligisten SV Arminia Hannover nach einer 1:3-Heimniederlage aus.

## Spielstätte
Nachdem das vorherige Spielgelände an der Rastatter Straße einem Gewerbegebiet weichen musste, hat der FV seit 1980 seine Heimat im Ried an der Ortsverbindungsstraße von Oos nach Haueneberstein. Dort befinden sich neben dem im gleichen Jahr errichteten Vereinsheim zwei Rasenspielfelder.

## Persönlichkeiten
Als bekanntester Spieler des FV gilt Wolfgang Böhni, der mit dem SV Waldhof Mannheim Anfang der 1980er-Jahre in der Fußball-Bundesliga spielte.